# Ячейка Гординых
«Ячейка Гординых» (ивр. תא גורדין‎) — израильский драматический телесериал по сценарию Рона Лешема. Транслировался в эфире телеканала Yes Drama. Впервые показан 4 января 2012 года.
Сериал раскрывает тайные способы шпионажа с использованием людей и технологии. Режиссёр — Даниэль Сыркин.

## Сюжет

### Сезон 1
Михаил и Диана Гордины, репатрианты 1990-х годов, пустили корни в Израиле. И именно теперь российская разведка стучится в дверь, и её цель — их сын.
«В прошлом Михаил и Диана работали на российскую разведку, и теперь это прошлое снова разрушает их семью. В обычное пятничное утро на пороге дома Гординых появляется Яков Лондин — легендарный агент, приводящий в действие шпионскую сеть, в прошлом уже достаточно попортивший им кровь различными заданиями с момента приезда в Израиль.
Сейчас у него новая цель — их сын Эяль, офицер элитных войск израильской армии. В то же время над Гордиными нависает новая угроза — расследование Шабака. Через страхи и ложь мы видим трудности алии, которые не исчезают даже через двадцать лет.
Перед Эялем стоит невозможно сложный выбор — предать собственных родителей или страну, в которой он так стремился стать своим? Предать своего друга или девушку?
На его состояние влияют и недавно полученная на службе травма, и страшная тайна, которую он с тех пор хранит в себе, и чувства к девушке Йонатана — своего верного друга, оправляющегося после тяжёлой травмы.»

### Сезон 2
Спустя два года после событий предыдущего сезона Эяль Гордин в тюрьме, а его родители живут в городе в Московской области. Член русского отдела ШАБАКа, вышедший на пенсию с должности, вернулся в строй, чтобы выследить Наталью Гордину, которая убила заместителя начальника Моссад.
Между тем, Наталья работает в тесном сотрудничестве с мусульманским убийцей аргентинского происхождения, проводя секретную операцию под носом у людей из российской разведки и Моссада.
Эяль освобождён из тюрьмы, чтобы помочь израильской разведке найти свою сестру, и снова он оказывается перед внутренней дилеммой: предать свою семью и выдать сестру органам государственной власти или нет?

## Персонажи
- Эяль/Алик Гордин (Ран Данкер) — в прошлом офицер в 669-го подразделения и служащий в канцелярии Командующего ВВС Израиля
- Диана Гордина (Елена Яралова) — мать, двадцать лет в стране, психиатр, бывшая шпионка
- Михаил Гордин (Слава Бибергаль) — отец, бывший сотрудник IAI, бывший шпион
- Наталья Гордина / Нати Ганот (Нета Рискин) — сестра Эяля, шпионка
- Нина Исааковна (Светлана Норбаева) — мать Дианы Гординой, врач на пенсии
- Йонатан Авидар (Том Хаги) — лучший друг Эяля
- Тамар Амсел (Дана Мейнрат) — подруга Эяля
- Яков Лондин (Марк Иванир[5]) — агент СВР России, славный шпион
- Эстер Лондина (Наталья Войтулевич-Манор[5]) — жена Якова Лондина, домохозяйка
- Генерал Гидеон Рам (Ичо Авиталь) — главком ВВС
- Петер Йом-Тов (Мони Мошонов) — офицер ШАБАК
- Офир Ридер (Авив Алуш) — офицер ШАБАК
- Агент ФСБ (Денис Сендлер[6])
- Высоцкий (Антон Островский-Клайн) — компьютерный специалист в ШАБАКе
- Людмила (Валерия Полякова) — глава резидентуры в российском посольстве в Тель-Авиве
- Юлия Демидова (Анастасия Бочаренко) — компьютерный специалист из Санкт-Петербурга

## Иностранные адаптации
В 2012 году NBC приобрела права на трансляцию в США, и утверждённые на съёмках для американской версии, которая, как ожидается, будет называться «M.I.C.E.» = деньги, идеология, принуждения и Эго. Сериал «Преданность» — премьера 5 февраля 2015 года.
В апреле 2013 года, JITV Productions приобрела права адаптировать формат в России.
Канал KBS2 (Южная Корея) выпускает драму «Шпион» (16 серий), которая является адаптацией «M.I.C.E.». Оригинальное название «Spy». Режиссёр Пак Хён Сок.